# أورينغين
اورينغين (بالألمانية: Öhringen) هي Grosse Kreisstadt، مدينة وبلدة ألمانية تقع في ألمانيا في بادن-فورتمبيرغ. يقدر عدد سكانها بـ 1 نسمة .

## المدن التوأمة
مدن Treffen وغرشنهاين هي مدن توأمة لـاورينغين.

## أعلام
- أوزوالد لوتز
- أليكس كروغر
- يوليوس فايتسكر
- هربرت لانغ
- جورج كلاين